# Мадагаскар 3
Мадагаскар 3 (на английски: Madagascar 3: Europe's Most Wanted) е американски анимационен комедиен филм от 2012 г., продуциран от Дриймуъркс Анимейшън и Пи Ди Ай/Дриймуъркс и разпространяван от Парамаунт Пикчърс. Това е третият филм от поредицата Мадагаскар и първият, издаден в 3D формат. Режисиран е от Ерик Дарнъл, Конрад Върнън и Том Макграт по сценарий на Дарнъл и Ноа Баумбах. Филмът е озвучен от Бен Стилър, Крис Рок, Дейвид Шуимър, Джейда Пинкет Смит, Саша Барън Коен, Седрик Шоумена, Анди Риктър, Том Макграт, Крис Милър, Кристофър Найтс, Джон Димаджо и Конрад Върнън, които се завръщат от предишните филми. Към тях се присъединяват нови актьори като Джесика Частейн, Брайън Кранстън, Мартин Шорт и Франсис Макдорманд. Във филма главните герои — група животни от зоопарка в Сентръл Парк, които вече са преминали през приключения в Мадагаскар и Африка — се опитват да се върнат в Ню Йорк, но пътят им ги отвежда из цяла Европа с пътуващ цирк, докато са преследвани от зловещата ръководителка на службата за контрол на животните в Монако.
Дриймуъркс Анимейшън обявява разработването на третия филм през август 2008 г., три месеца преди излизането на Мадагаскар 2. Музиката отново е композирана от Ханс Цимер, както и в предишните части.
Мадагаскар 3 прави своята премиера извън конкурсната програма на кинофестивала в Кан на 18 май 2012 г., а в кината в САЩ е пуснат на 8 юни от Парамаунт Пикчърс. Филмът получава като цяло положителни отзиви и става осмият най-касов филм за 2012 г., както и най-успешният по приходи в поредицата, с глобални постъпления от 746 милиона долара при бюджет от 145 милиона. Спин-офът Пингвините от Мадагаскар излиза на 26 ноември 2014 г.

## Сюжет
След като катастрофират в Африка, пингвините Скипър, Ковалски, Рико и Редник, заедно с шимпанзетата Мейсън и Фил, заминават за Монте Карло с модифицирания си самолет. Докато ги чакат, Алекс, Марти, Мелман, Глория и лемурите Крал Джулиън, Морис и Морт решават да ги открият, за да се върнат всички заедно у дома в зоопарка на Сентръл Парк в Ню Йорк. Те намират пингвините и шимпанзетата в казиното на Монте Карло. След като прикритието им е разкрито, настъпва хаос и животните бягат от капитан Шантел Дюбоа – началничката на службата за контрол на животните в Монако, решена да добави главата на Алекс към своята колекция от препарирани животни.
След като самолетът им отново катастрофира и вече не подлежи на ремонт, животните се качват на преминаващ влак на цирк. Тъй като цирковите животни – новозеландският морски лъв Стефано, ягуарката Джия и сибирският тигър Витали – се отнасят с подозрение към външни лица, Алекс лъже, че те също са американски циркови артисти. Циркът се готви за представление в Рим, последвано от шоу в Лондон, където се надяват да впечатлят импресарио и да получат договор за първото си турне в Америка. За да разсеят подозренията, пингвините купуват цирка от човешкия му импресарио с богатството, натрупано в Монте Карло.
В Рим Алекс започва да се влюбва в Джия, докато Джулиън се влюбва в изпълняващата на едно колело евроазиатска кафява мечка Соня. Дюбоа се опитва да ги залови във Ватикана, но не успява и е задържана. След като шоуто в Колизуема е пълен провал, Стефано разкрива на Алекс, че циркът някога е бил известен, а Витали е бил неговата звезда, преминавайки ловко през все по-малки обръчи. Но инцидент по време на един от неговите номера довел до загуба на мотивацията му и до упадък на целия цирк.
Когато влакът спира в Алпите, Алекс убеждава цирковите животни да измислят нов, вълнуващ и изцяло животински спектакъл, който да възроди старата им слава. Марти и Стефано откриват нова страст в това да бъдат изстрелвани от оръдие, а Мелман и Глория се усъвършенстват в танци на въже. Джия убеждава Алекс да я научи на „Трапец Американо“, като между двамата скоро разцъфтява романтика. Междувременно Дюбоа бяга от затвора и подновява лова си.
В Лондон Витали се страхува от пореден провал и обмисля да се откаже от шоуто, но Алекс му помага да преоткрие страстта си, като успешно го подпомага в откриващия номер. Представлението е успешно и импресариото подписва договор с цирка. Тогава се появява Дюбоа с нейните помощници, и въпреки че пингвините ги неутрализират, носеният от нея документ разкрива истинските намерения на групата на Алекс. Чувствайки се измамени и предадени, цирковите животни ги изгонват. След като Джулиън приключва връзката си със Соня, животните от зоопарка и цирка поемат по различни пътища, но пристигат в Сентръл Парк по едно и също време.
Гледайки стария си дом, животните от зоопарка осъзнават колко много ги е променило приключението им по света и решават, че истинското им място е с цирка. В този момент те са нападнати от Дюбоа, но преди тя да успее да обезглави Алекс, служителите на зоопарка пристигат и по погрешка смятат, че тя връща изчезналите животни. Джулиън се връща в цирка с новината и се сдобряват със Соня, преди цирковите животни да решат да спасят приятелите си.
Групата на Алекс се събужда в старите си клетки, вече заобиколени от високи огради. Дюбоа е наградена от служителите на зоопарка, но отказва предлаганата парична награда и тайно се опитва да убие Алекс с отровна стрела. Цирковите животни спасяват четворката и заедно побеждават Дюбоа и хората ѝ. Групата на Алекс официално се присъединява към цирка, осъзнавайки, че най-сетне са намерили своя истински дом и призвание. За наказание пингвините изпращат Дюбоа и нейните помощници в Мадагаскар.

## Актьорски състав
- Бен Стилър – Алекс, лъв и лидер на животните от зоопарка.
- Крис Рок – Марти, равнинна зебра и най-добрият приятел на Алекс.
- Дейвид Шуимър – Мелман, мрежест жираф и един от приятелите на Алекс.
- Джейда Пинкет Смит – Глория, хипопотамка и приятелка на Алекс, която е любовен интерес за Мелман.
- Саша Барън Коен – Крал Джулиън XIII, котешки лемур и самопровъзгласил се крал на лемурите от Мадагаскар.
- Седрик Шоумена – Морис, ай-ай и изтерзан асистент и кралски съветник на Джулиън XIII.
- Анди Риктър – Морт, миши лемур на Гудман, най-големият почитател на краля и най-добър приятел на Морис.
- Том Макграт – Скипър, антарктически пингвин, който е лидер на пингвините.
  - Макграт озвучава също и първия полицай.
- Франсис Макдорманд – Капитан Шантел Дюбоа, ръководителка на службата за контрол на животните в Монако, която иска да улови Алекс, за да добави главата му към своята колекция от препарирани животни.
- Джесика Частейн – Джия, ягуарка и любовен интерес на Алекс.
- Брайън Кранстън – Витали, травмиран сибирски тигър от Русия и бивша суперзвезда в цирк „Сарагоса“.
- Мартин Шорт – Стефано, италиански морски лъв от Нова Зеландия.
- Крис Милър – Ковалски, един от пингвините – дясната ръка на Скипър и „мозъкът“ на екипа.
- Кристофър Найтс – Редник, пингвин с британски акцент, скромен и ентусиазиран новобранец.
- Джон Димаджо – Рико, мълчалив експерт по експлозиви и оръжейник на пингвините, който общува със сумтене и писукане.
- Конрад Върнън – Мейсън, елегантно шимпанзе с британски акцент.
  - Върнън озвучава също и втория полицай.
- Франк Уелкър осигурява звуковите ефекти за Соня, евроазиатска кафява мечка и любовен интерес на Джулиън.
- Пас Вега – Есмералда, Есперанса и Ернестина, андалусийски тризначки – кобили от цирка.
- Вини Джоунс – Фреди Кучето.
- Стив Джоунс – Джоунси Кучето.
- Ник Флечър – Франки Кучето.
- Ерик Дарнъл – Командант, официален представител на зоопарка и конферансие.
- Дан О'Конър – Охранител в казиното и кмет на Ню Йорк.
- Дани Джейкъбс – Крупие и предишното импресарио на цирк „Сарагоса“.

## Производство
Главният изпълнителен директор на Дриймуъркс Анимейшън Джефри Каценберг потвърждава през 2008 г., че ще има още едно продължение на Мадагаскар и Мадагаскар 2. Каценберг заявява: „Има поне още една част. В крайна сметка искаме да видим как героите се връщат в Ню Йорк“. На пресконференцията на Асоциацията на телевизионните критици през януари 2009 г., той е попитан дали ще има трети филм от поредицата. Той отговоря: „Да, в момента правим Мадагаскар 3, който ще излезе през лятото на 2012 г.“. На 9 август 2010 г. Каценберг разкрива в имейл, че сценаристът и режисьор Ноа Баумбах е направил пренаписвания на сценария в обем от шестдесет страници.
Значителна част от анимацията и визуалните ефекти за филма са създадени в Дриймуъркс Дедайктед Юнайт – подразделение, базирано в Индия и част от Техниколор.

## Музика
Музиката към филма, композирана от Ханс Цимер, е издадена на 5 юни 2012 г. Песента Afro Circus/I Like to Move It достига до 7-мо място в класацията ARIA Hitseekers Singles през седмицата, започваща на 15 октомври 2012 г.
В някои варианти на саундтрака, Cool Jerk замества We No Speak Americano на Yolanda Be Cool & DCUP. Песента Sexy and I Know It от LMFAO се използва само в трейлъра на филма и не е включена в официалния саундтрак; за цирковата сцена тя е заменена с Firework на Кейти Пери. Any Way You Want It на Джърни и инструменталът Watermark от едноименния албум на Еня също звучат във филма, но не са част от официалния саундтрак. Land of Hope and Glory на Едуард Елгар се чува в композицията Fur Power. Мелодията Afro Circus произлиза от Entrance of the Gladiators на чешкия композитор Юлий Фучик.

## Премиера

### Кино
Мадагаскар 3 прави своя дебют извън конкурсната програма на кинофестивала в Кан на 18 май 2012 г. Американската премиера последва на 8 юни 2012 г. Филмът е конвертиран и в IMAX формат и е излъчен в няколко европейски държави, включително Русия, Украйна и Полша.

### Домашна употреба
Мадагаскар 3 излиза на DVD, Blu-ray и 3D Blu-ray на 16 октомври 2012 г. Това е първият филм на Дриймуъркс Анимейшън, който използва системата UltraViolet, а изданията на Blu-ray и 3D Blu-ray включват и перука тип „дъга“ като бонус. Към април 2014 г. са продадени 9,1 милиона копия за домашно гледане по целия свят.

## Прием

### Боксофис
Мадагаскар 3 печели 216 391 482 долара в Северна Америка и 530 529 792 долара в други страни, което оформя общ приход от 746,921,274 долара по света. Световният му дебютен уикенд достига 137,6 милиона долара. В световен мащаб филмът се превръща в най-касовия от поредицата, четвъртия най-касов филм на Дриймуъркс Анимейшън, втория най-касов анимационен филм за 2012 г. и осмия най-касов филм за годината. Като цяло, филмът се нарежда като 11-ият най-печеливш анимационен филм и 113-ият най-печеливш филм на всички времена. За да надмине своите двама предшественика по приходи, филмът се нуждае от между 66 и 94 дни от премиерата. Той надминава Кунг-фу панда 2, превръщайки се в най-касовия, който не е свързан с филмите Шрек на студиото, и първия такъв, преминал границата от 700 милиона долара.
В Северна Америка филмът получава 20,7 милиона долара в първия ден – повече от първия ден на оригиналния Мадагаскар (13,9 милиона долара) и на Мадагаскар 2 (17,6 милиона). За премиерния си уикенд оглавява боксофиса с 60,3 милиона долара, надминавайки Прометей и старта на първия филм (47,2 милиона долара), но остава зад Мадагаскар 2 (63,1 милиона долара). Задържа първото място два поредни уикенда. В Северна Америка филмът остава най-касовия в поредицата, шестия най-касов филм на студиото, the second-highest-grossing 2012 animated film, втория най-печеливш анимационен филм за 2012 г. и десетия най-касов филм на годината.
Извън Северна Америка филмът надминава Шрек завинаги, ставайки най-касовият филм на Дриймуъркс Анимейшън извън САЩ. През първия си уикенд зад граница, оглавява боксофисите в 28 държави със 77,3 милиона долара и запазва тази позиция три последователни уикенда. Трите му най-силни откривания се случват в Русия и ОНД (15,7 милиона долара), Китай (10,4 милиона долара), Бразилия (10,1 милиона за 5 дни). В Русия филмът поставя рекорд за най-касов ден за анимационен филм с 3,7 милиона долара (по-късно надминат от Ледена епоха 4: Континентален дрейф), става най-печелившата анимация в страната (отново надминат по-късно от Ледена епоха 4) и третият най-касов филм на всички времена за момента, с 49,4 милиона долара. В Аржентина филмът поставя рекорд за откриващ уикенд за всякакъв филм с 3,80 милиона долара (първо надминат от Ледена епоха 4). Освен това, Мадагаскар 3 поставя рекорди за най-успешен откриващ уикенд за анимационен филм в Бразилия, Венецуела, Тринидад и Обединените арабски емирства. Филмът също така печели 39 милиона долара в Германия, 34 милиона долара във Великобритания и 28 милиона долара в Италия.

### Реакция на критиката
Въз основа на 132 рецензии, филмът държи рейтинг на одобрение от 78% в сайта на ревюта Rotten Tomatoes и средна оценка 6.7/10. Критическият консенсус на сайта гласи: „Ослепително цветен и забързан, Мадагаскар 3 е достатъчно глупав, за да забавлява малките деца, но предлага и достатъчно изненадващ ум, за да ангажира родителите“. Това отбелязва най-добрия общ консенсус сред критиците в поредицата, която показва нарастващо одобрение: оригиналният филм е с 55%, а продължението – с 64%. В Metacritic филмът държи 60 от 100 точки на база 26 ревюта, което показва „смесени или средни“ отзиви. Публиката, анкетирана от CinemaScore, дава средна оценка A по скалата от A+ до F.
Лиса Кенеди от Динвър Поуст дава на филма 3.5 от 4 звезди и казва: „От време на време се случва невероятното: продължението надминава оригинала“. Колин Ковърт от Стар Трибюн смята, че Мадагаскар 3 поставя висок стандарт за анимационна комедия и е почти прекалено добър за деца, като също му дава 3.5 от 4 звезди. Бетси Шарки от Лос Анджелис Таймс дава 3.5 от 5 звезди и описва филма като „Неонова, високо летяща циркова акробатика с толкова много забързани смешни случки, че е чудо, че хората зад тази милиардна франчайз поредица за животни от зоопарка на свобода не изпратиха героите в цирка по-рано“. Стивън Уити нарича филма „забавление за цялото семейство, бързо и весело. […] цирковото изпълнение на животните в джаз стил, направено в черно-светлинни цветове и под песен на Кейти Пери, може би е една от най-„психеделичните“ сцени в масов детски филм след розовите слонове в Дъмбо“. Киноведът Тимъти Лори отбелязва, че развитието на сюжета в Мадагаскар 3 е „сервирано с големи порции личностно израстване и гарнитура от прекалено сготвена романтика“.

## В България
Премиерата на Мадагаскар 3 по кината в България е на 8 юни 2012 г., дублиран на български език.
Филмът е издаден на DVD и Blu-Ray на 23 февруари 2015 г., разпространявани от A+Films.
Синхронен дублаж
| Роля          | Изпълнител |
| ------------- | --- |
| Алекс         | Анатолий Божинов |
| Марти         | Тодор Николов |
| Мелман        | Пламен Чернев |
| Глория        | Петя Абаджиева |
| Скипър        | Стефан Сърчаджиев |
| Крал Джулиън  | Кристиян Фоков |
| Стефано       | Александър Воронов |
| Джия          | Мария Силвестър |
| Витали        | Веселин Калановски |
| Дюбоа         | Василка Сугарева |
| Ковалски      | Николай Пърлев |
| Редник        | Илия Иванов |
| Морис         | Явор Караиванов |
| Морт Мейсън   | Георги Стоянов |
| Рико          | Илиан Илков |
| Други гласове | Филип Аврамов Петър Бонев Иван Велчев Петър Върбанов Гергана Петкова Живко Симеонов Анастасия Събева Диана Ханджиева Антония Христова |

Екип
| Обработка              | Александра Аудио    |
| ---------------------- | ------------------- |
| Режисьор на дублажа    | Петър Върбанов      |
| Преводач               | Милена Кекеманова   |
| Музикален режисьор     | Десислава Софранова |
| Тонрежисьор            | Пламен Чернев       |
| Изпълнителен продуцент | Васил Новаков       |

Войсоувър дублаж
| Преводач            | Дина Колева                                                           |
| Озвучаващи артисти  | Ася Рачева Росен Русев Николай Върбанов Илиян Пенев Константин Лунгов |
| Тонрежисьор         | Мартин Николов                                                        |
| Режисьор на дублажа | Таня Димитрова                                                        |